# Rujánské knížectví
Rujánské knížectví neboli knížectví Rügen (německy Fürstentum Rügen, dánsky Fyrstendømmet Rygien, polsky Księstwo rugijskie) byl středověký státní útvar podřízený zprvu Dánskému království, později jako členský stát Svaté říši římské. Rozkládal se na území dnešního severovýchodního Německa s centrem na ostrově Rujána (německy Rügen) a přilehlé pevnině. Obýval ho dosud ještě pohanský čerstvě pokřesťanštěný kmen slovanských Ránů, kteří se zde poprvé usadili někdy v 9. století a připojili se ke kmenovému svazu Luticů.

## Historie

### Ránové

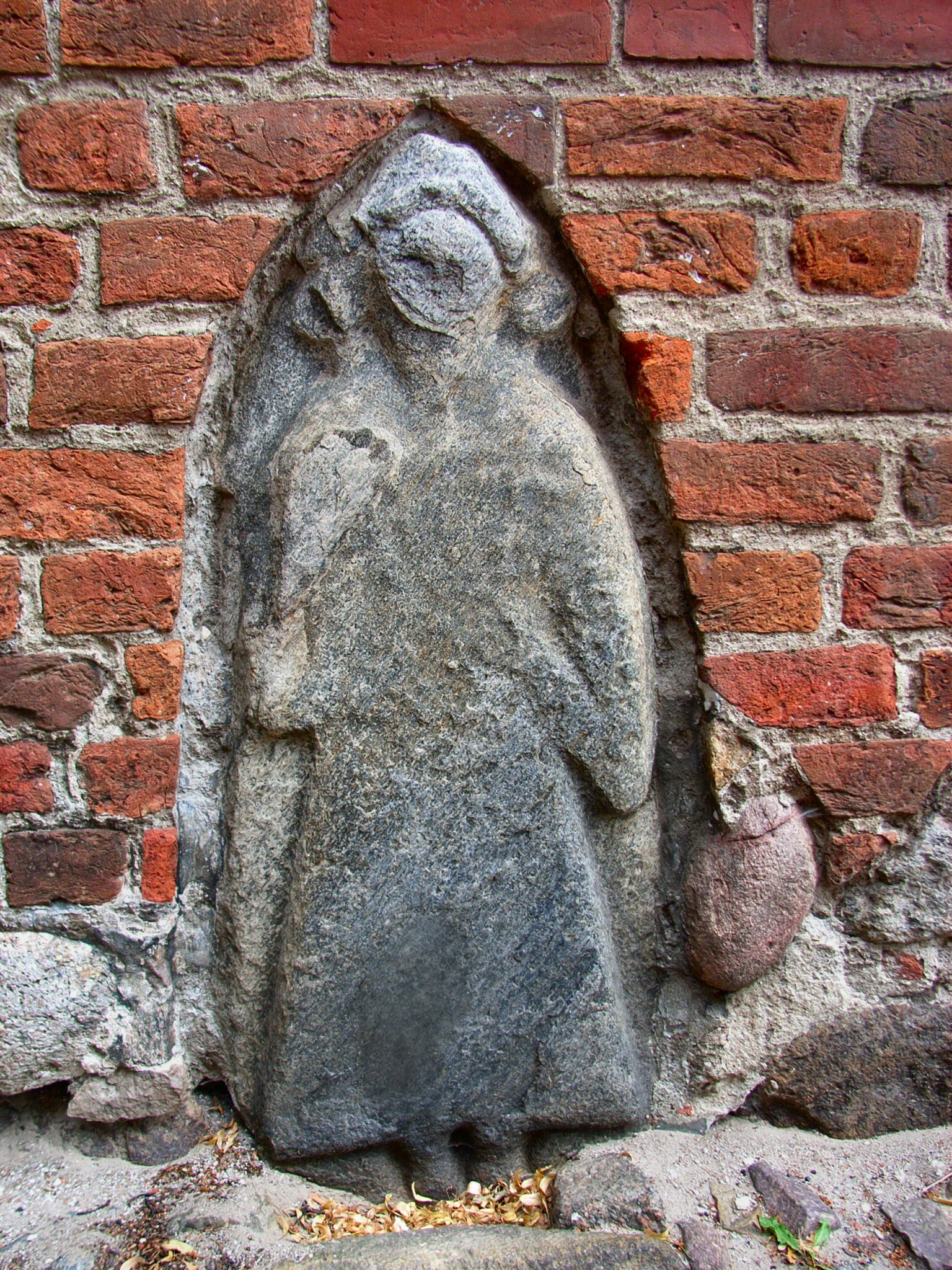
Starý slovanský kámen zabudovaný v kostele v Bergen auf Rügen

Ránové se prosadili jako jeden z nejmocnějším polabských kmenů, sídlícím mezi Labem a dolní Vislou. Starobylým knížecím sídlem byla Korenica ve středu ostrova, ale veškerá moc i vliv nad Rány se spíše soustředila v hradišti Arkona na nejsevernějším cípu ostrova Rujány. Sídlil zde vlivný pohanský velekněz při zdejším kultovním chrámu boha Svantovíta a údajně disponoval větší politickou mocí než samotný korenický kníže. Hradiště bylo vůbec poslední baštou pohanství v západní Evropě. K tomu došlo poté, co bylo křesťanskými vojsky vyvráceno jižně položené hradiště Retra (Riedegost) příbuzného polabského kmene Ratarů, které tehdy plnilo funkci vedoucího náboženského střediska lutického svazu, a co byl potlačen místní kult, tak politický a náboženský význam Arkony v rámci svazu ještě zesílil.
Arkona byla tedy nejen poslední baštou ozbrojeného odporu Ránů, ale lze ji pokládat i za celkově poslední výspu Polabských Slovanů a jejich náboženství, proti převážně německým dobyvatelům a šiřitelům křesťanství. 

### Připojení k Dánsku a christianizace
Po dobytí Arkony dánským králem Valdemarem I. v roce 1168 a zničením zdejší pohanské svatyně téhož roku bylo území Ránů připojeno k Dánskému království jako vazalské knížectví. Dosud pohanští Ránové byli skrze misionářské úsilí biskupů Absalona a Otty z Bamberku donuceni k přijetí křesťanství, a to včetně knížete sídlícího v Korenici. Díky tomu Dánové sice zachovali domácí vládnoucí dynastii a nebylo nad Slovany třeba dosazovat cizího vládce. Na místě tak vzniklo vazalské knížectví podřízené Dánsku.

### Rujánské knížectví

Znak v rámci Pomořanska ze 16. století, který vychází ze staršího znaku

Zachování domácí slovanské dynastie nezabránilo postupné germanizaci území a jeho obyvatel a celkové proměně slovanského knížectví v křesťanský stát západního (německého) typu, když bylo na Rujáně a přilehlé pevnině zbudováno několik klášterů a v době pozdního středověku pronikaly na území knížectví větší počty německých kolonistů. Slovanští Ránové tak postupně splynuli s pomořanskými Němci.
Součástí Rujánského knížectví byla i protilehlá pevnina, kde se nacházela menší údělná knížectví. Později se knížectví nakrátko stalo součástí Svaté říše římské. Roku 1325, po smrti Vislava III., posledního přímého mužského potomka, zdědili Rujánské knížectví vévodové pomořansko-wolgastští a až v první polovině 15. století se Rujána načas znovu osamostatnila.